# Montenegros herrlandslag i vattenpolo
För Montenegros resultat som en del av Jugoslavien, se Jugoslaviens herrlandslag i  vattenpolo.
Montenegros herrlandslag i vattenpolo representerar Montenegro i vattenpolo för herrar. Laget spelade sin första landskamp i december 2006, då man besegrade Italien med 11-10. 2008 blev laget Europamästare efter finalseger, 6-5, över ärkerivalen Serbien.

## Medaljer

### VM[2]
| Ort och år     | Placering |
| -------------- | --------- |
| Barcelona 2013 |           |

### EM[3]
| Ort och år     | Placering |
| -------------- | --------- |
| Málaga 2008    |           |
| Eindhoven 2012 |           |
| Belgrad 2016   |           |

### Fotnoter
1. ↑  ”Men Water Polo European Championship 2008 Malaga (ESP) - 04-13.07 Winner Montenegro” (på engelska). Sport Statistics. 11 mars 2008. Arkiverad från originalet den 8 november 2016. https://web.archive.org/web/20161108204912/http://www.todor66.com/Water_Polo/Europe/Men_2008.html. Läst 29 juli 2014.
2. ↑  HistoFINA - Water Popo Medallists and Statistics (pdf) (engelska)
3. ↑  ”Men Water Polo Europe Championships Archive” (på engelska). Sport Statistics. Arkiverad från originalet den 8 februari 2016. https://web.archive.org/web/20160208085725/http://www.todor66.com/Water_Polo/Europe/index_Men.html. Läst 24 januari 2016.